# Paromalus parallelepipedus
Paromalus parallelepipedus är en skalbaggsart som först beskrevs av Herbst 1791.  Paromalus parallelepipedus ingår i släktet Paromalus och familjen stumpbaggar. Arten är reproducerande i Sverige. Inga underarter finns listade i Catalogue of Life.